# Expedition 7

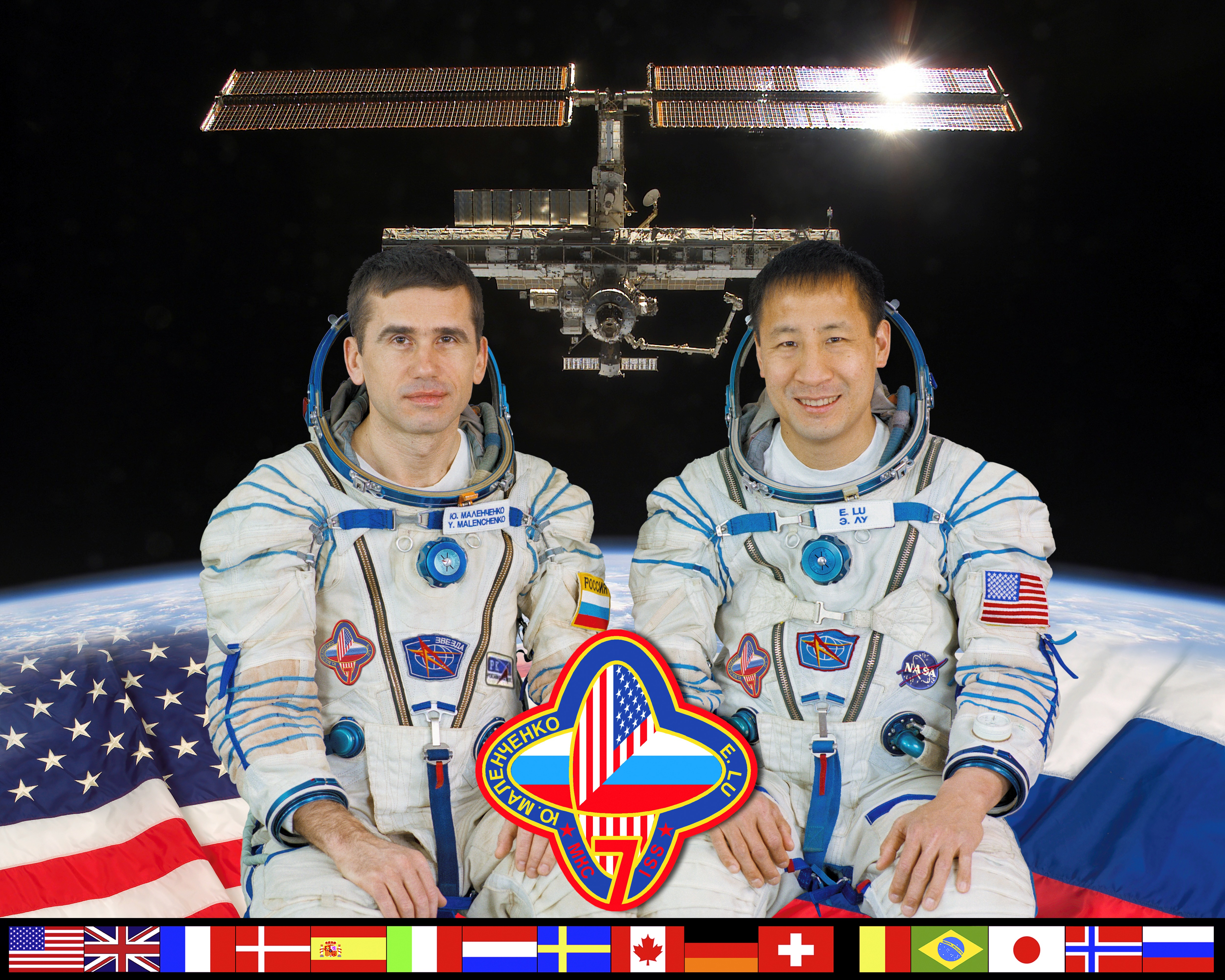
Expedition 7 besättning.

Expedition 7 var den 7:e expeditionen till Internationella rymdstationen (ISS). Expeditionen började den 28 april 2003 på Expedition 6:s besättning återvände till jorden. Expedition avslutades den 27 oktober 2003 då Sojuz TMA-2 återvände till jorden med Expedition 7:s besättning.

## Besättning
| Position       | (28 april - 27 oktober 2003)                |
| -------------- | ------------------------------------------- |
| Befälhavare    | Jurij Malentjenko, RSA Hans tredje rymdfärd |
| Flygingenjör 1 | Edward T. Lu, NASA Hans tredje rymdfärd     |

## Redusering av besättningen
På grund av haveriet av rymdfärjan Columbia under återinträdet i jordens atmosfär under STS-107 flygningen den 16 januari 2003. Förlades NASA:s kvarvarande rymdfärjor med flygförbud. Detta ledde till att man inte kunde garantera flödet av förnödenheter till rymdstationen. 
För att inte behöva lämna stationen obemannad valde man att reducera besättningen till två personer. På så vis klarade man försörja stationen med endast Sojuz och Progress farkoster.
Aleksandr Kaleri skulle varit den tredje medlemmen av Expedition 7. Han flög senare som medlem av Expedition 8.